# Geonoma atrovirens
Geonoma atrovirens är en enhjärtbladig växtart som beskrevs av Finn Borchsenius och Henrik Balslev. Geonoma atrovirens ingår i släktet Geonoma och familjen Arecaceae. Inga underarter finns listade i Catalogue of Life.